# 不良少年 (1961年の映画)
『不良少年』（ふりょうしょうねん）は、1961年に公開された羽仁進監督の日本映画。
第35回キネマ旬報ベスト・テン日本映画第1位。

## 概略
記録映画専門だった岩波映画製作所が初めて作った劇映画である。。

## 出演者
- 浅井少年：山田幸男
- 出張少年：吉武広和
- 藤川（木工科班長）：山崎耕一郎
- 木下（木工科副班長）：黒川靖男
- クリーニング科班長：伊藤正幸
- 大野少年：瀬川克弘
- クリーニング科のボス：佐藤章
- クリーニング科のボス：中野一夫
- 出張の女：和田知恵子

## スタッフ
- 製作：吉野馨
- 脚本：羽仁進
- 監督：羽仁進
- 撮影：金宇満司
- 録音：安田哲男
- 音楽：武満徹

## 制作
原作は地主愛子編『飛べない翼』であるが、手記集であり、脚本を書くにあたってヒントにした程度である。
配役は職業俳優を避けて実際に非行の経験がある少年たちを選んだ。そのため台詞の多くは出演者の即興である。セットは一切使わず、人工照明も使わないで、記録映画のリアリティのある画面にした。

## 受賞
- 第11回(62年)マンハイム国際映画週間金賞（2位）
- 第35回キネマ旬報ベスト・テン 第1位、日本映画監督賞（羽仁進）
- 第16回毎日映画コンクール　音楽賞（武満徹）
- 第12回ブルー・リボン賞ベストテン9位
- 日本映画記者会ベスト・ファイヴ2位、第1回日本映画記者会賞（羽仁進）
- NHKベスト・テン5位、NHK映画賞最優秀新人監督賞（羽仁進）